# پیتزو دل اومو
پیتزو دل اومو (به لاتین: Pizzo dell'Uomo) یک کوه در سوئیس است که در کانتون تیچینو واقع شده‌است. پیتزو دل اومو ۲٬۶۶۳ متر بالاتر از سطح دریا واقع شده‌است.